# Discromatopsia
La discromatopsia (del gr. δυσ-, anomalía o dificultad, χρῶμα, -ατος, color, y ὄψις, vista) es una discapacidad de la visión de los colores que puede ser congénita, como en el daltonismo, o adquirida. Según el color involucrado y el grado de afectación se distinguen:
- Protanopia: Falta del total sistema receptor para el color rojo (ceguera para el color rojo).
- Deuteranopia: Falta total de los receptores para el verde (ceguera para el color verde).
- Tritanopia: Falta total de receptores para el azul (ceguera para el color azul).
- Acromatopsia: es la ausencia total de la percepción de colores o ceguera para los colores verde, azul, blanco y rosa.